# Crypsicometa incertaria
Crypsicometa incertaria är en fjärilsart som beskrevs av John Henry Leech 1891. Crypsicometa incertaria ingår i släktet Crypsicometa och familjen mätare. Inga underarter finns listade i Catalogue of Life.